# تكاثر إغراسي

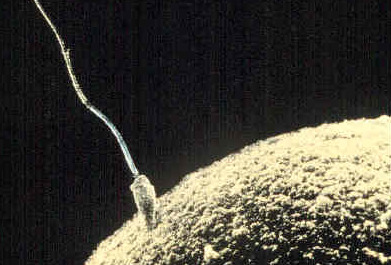
التكاثر الإغراسي في الحيوانات: حيوانات منوية صغيرة متحركة على سطح البويضة

التكاثر الإغراسي (بالإنجليزية: Oogamy)، هو شكل مألوف للتكاثر الجنسي. وهو شكل من أشكال تباين الأمشاج حيث تكون الأمشاج الأنثوية (مثل خلية البويضة) أكبر بكثير من الأمشاج الذكرية وغير متحركة. عادة ما تكون الأمشاج الذكرية شديدة الحركة وعادة ما يتم تكليفها لجمع الأمشاج المعنية معًا. يؤدي انتشار التكاثر الإغراسي في الحيوانات العليا إلى استنتاج مفاده أن هذا التخصص في الأمشاج يؤدي إلى أداء مهامهم بشكل أفضل وأكثر كفاءة من تلك المهام التي يمكن أن يؤديها اختصاصي الأمشاج المتساوية، لا سيما القدرة على تركيز المواد عالية الطاقة في عدد البويضات.[بحاجة لمصدر]

## التكاثر الإغراسي التطوري
يُنظر إلى هذه الفئة من أنواع التكاثر على أنها الخطوة التطورية التي أدت إلى الإخصاب الداخلي، استجابة للضغوط الانتقائية في العمل لإلهام هذا التكيف. يُعزى هذا في الغالب إلى استقلالية الحيوانات عن الماء السائل كوسيلة للتخصيب بين الأنواع الأرضية، ومع ذلك يمكن أن تكون الاختلافات الأخرى على المستوى المجهري قد ساهمت أيضًا في التغيير بين الزوجة والتخصيب الداخلي.
كان أحد التفسيرات هو الاختلافات السيتوبلازمية بين اثنين من الأمشاج، لكن راندرسون وهيرست كشفا هذه النظرية باعتبارها غير مدعومة (2001). ركزت معظم التفسيرات البديلة التي تلت ذلك على الاختيار بناءً على الحجم والتفاعلات السلوكية بين خلايا الأمشاج وتخصيص الموارد بيئيًا.
لاختيار حجم الأمشاج الضروري لتحفيز الانتقال من التكاثر المتماثل للأمشاج إلى التكاثر الإغراسي، يجب زيادة لياقة الكائن الحي مع زيادة حجم البويضة، وزيادة حجم الحيوانات المنوية. سيكون عدد الأمشاج داخل الكائن الحي وحده كنوع من الضغط الانتقائي الذي يعزز حجم الحيوانات المنوية الأصغر، ولكنه يختار بشكل غير متناسب لعدد أقل من البويضات لأنها تنمو بشكل أكبر داخل الكائن الحي. دعم هذا نظرية بيل (1997) بأن الضغط الانتقائي يجب أن يختار لنمو حجم البويضة أكثر من انكماش الحيوانات المنوية. يبقى الافتراض المعياري أن ملاءمة الزيجوت تزداد أضعافا مضاعفة مع حجم الزيجوت، مع انخفاض أعداد الزيجوت.
في الآونة الأخيرة، اقترح دوسنبري (2000) نموذجًا فيزيائيًا على افتراض أن البيض ينتج جاذبًا للحيوانات المنوية عبر الفيرومونات. قدم هذا آلية اختيار زادت بشكل كبير من حجم الهدف، مما سمح بقوة انتقائية قوية من شأنها أن تنتج بيضًا أكبر. بافتراض أن الموارد المتاحة لإنتاج الفرمون تتناسب مع حجم البويضة، تم تحديد المنطقة المستهدفة على أنها نصف قطر انتشار الفضاء النشط للفرمون، متناسبًا مع معدل إنتاج الفرمون، وسيكون نصف القطر هذا هو الحجم المستهدف. اقترحت النتائج التي حددها دوسنبري أن عملية الاختيار هذه ستظل تحدث إذا تم تقليل الافتراض ليشمل فقط إنتاج الفرمون بما يتناسب مع مساحة سطح البيض.
التكاثر الإغراسي للبيضة يحدث في الغالب في الحيوانات، ولكن يمكن أيضا أن تكون موجودة في العديد من الطلائعيات، ورُتب معينة من الطحالب، وبعض النباتات مثل النباتات الطحلبية، سرخس، وبعض عاريات البذور مثل النخل السرخسي والجنكة.
في بعض الطحالب، ومعظم عاريات البذور وجميع كاسيات البذور، يحدث اختلاف في البويضات حيث تكون خلايا الحيوانات المنوية غير متحركة أيضًا.
يبدو أن تماثل الأمشاج هو المرحلة الأولى من التكاثر الجنسي. في العديد من السلالات، تطور هذا الشكل من التكاثر بشكل مستقل إلى تباين مع الأمشاج من الذكور والإناث إلى التكاثر الإغراسي. هناك حجة جيدة مفادها أن هذا النمط كان مدفوعًا بالقيود المادية على الآليات التي من خلالها يجتمع اثنان من الأمشاج كما هو مطلوب للتكاثر الجنسي.

## في الدياتومات
نظرًا لأن مناقشة انتقال التكاثر تتضمن عمومًا نسب حجم بعض الخلايا الجنسية، فإن القدرة على التكاثر بهذه الطريقة ترتبط ارتباطًا وثيقًا بحجم خلية الكائن الحي نفسه. عملية التكاثر هي الطريقة الأكثر شيوعًا لاستعادة حجم الخلية وغالبًا ما يتم تشغيلها عندما يكون حجم الخلية أقل من المستوى الحرج ؛ ومع ذلك، فإن هذه العملية تختلف بين الدياتومات المركزية والبيناتي.
الدياتومات المركزية هي إغراسية. تخضع الخلية المشيمية الذكرية لسلسلة من أربعة أقسام لتشكيل عدد محدود من الميكروسبورات، والتي تُعرَّف على أنها الخلايا الأم للحيوانات المنوية. تخضع للانقسام الاختزالي لتكوين حيوانات منوية ذات جلد. يمكن للخلايا الأنثوية المبيضية إنتاج بيضة أو بيضتين ؛ يمكن أن تسهل أنثى البروتوبلاست إخصاب الحيوانات المنوية عبر عدة آليات مختلفة، اعتمادًا على النوع.